# 담계 재
담계 재(聃季载)는 중국 서주 초기의 인물로, 주 문왕의 10번째 아들이고, 주 무왕의 동복동생이다. 심나라(沈國)를 건국하였다.

## 생애
서주 문왕의 10번째 아들로, 문왕과 태사의 9번째 아들이고, 서주 무왕과는 동복형제이다. 무왕이 상나라를 무찌른 후, 무왕의 아들인 성왕 때 심(沈)에 봉해졌다.
주(周)나라 초기에 무왕(武王, 문왕 文王의 2번째 태자)이 죽은 뒤, 나이 어린 성왕(成王, 무왕 武王의 태자)이 왕위에 오르니, 주공 단(周公 旦, 문왕 文王의 4번째 태자)이 임금을 대신하여 정치를 하자, 삼감[三監, 옛날 천자(天子)가 방백(方伯)의 나라를 감독하게 한 세 사람의 벼슬아치]이 복종하지 않고 무경[武庚, 상(商)나라 주왕(紂王)의 아들]과 더불어 결탁(結託)하고 동방(東方) 이(夷)족과 연합하여 배반하다가(삼감의 난), 뒤에 주공 단(周公 旦)에게 진압되었고, 담계재(聃季載, 문왕 文王의 10번째 태자)가 반란을 평정하는데 큰 공이 있어 주공 단(周公 旦)의 천거로 주(周)나라 천자(天子)의 사공(司空)이 되었다. 뒤에 성왕(成王)이 숙부(叔父) 계재(季載)를 심국(沈國)에 봉하였다. 담계재의 후손이 나라이름으로 성을 명하고 심씨라 일컬었다.

## 가계
- 서주 문왕 (아버지)
- 태사 (어머니)
  - 백읍고 (형)
  - 서주 무왕 (형)
    - 서주 성왕 (무왕의 아들, 담계의 조카)

  - 관숙 선 (형)
  - 주공 단 (형)
  - 채숙 도 (형)
  - 강숙 봉 (형)
  - 성숙 무 (형)
  - 곽숙 처 (형)
  - 담계 재
  - 조숙 진탁 (아우)